# زیناتوفکا
زیناتوفکا (انگلیسی: Zinatovka) یک شهرک در شهرستان کاراایدلسکی استان باشقیرستان کشور روسیه است.